# No Man's Land (Frank Turner)
No Man's Land è l'ottavo album in studio del cantautore britannico Frank Turner, pubblicato il 16 agosto 2019 con l'etichetta Xtra Mile Recordings.

## Descrizione
È un concept album con canzoni dedicate a dodici donne realmente vissute; la tredicesima canzone è basata sulla madre del cantante.

## Tracce
1. Jinny Bingham's Ghost – 2:55
2. Sister Rosetta – 3:48
3. I Believed You William Blake – 3:35
4. Nica – 4:35
5. A Perfect Wife – 2:36
6. Silent Key – 3:57
7. Eye of the Day – 5:14
8. The Death of Dora Hand – 4:16
9. The Graveyard of the Outcast Dead – 3:39
10. The Lioness – 3:10
11. The Hymn of Kassiani – 3:30
12. Rescue Annie – 4:14
13. Rosemary Jane – 3:45